# Musée Busch-Reisinger
Le musée Busch-Reisinger (Busch-Reisinger Museum), ouvert au public en 1903, est l'un des deux musées en Amérique du Nord voués à l'étude de l'art des pays européens de langue allemande. L'autre est la Neue Galerie, situé à New York. Le musée Busch-Reisinger, avec le Fogg Art Museum et la galerie Arthur M. Sackler, fait partie du complexe muséal des musées d'Art de Harvard.

## Galerie

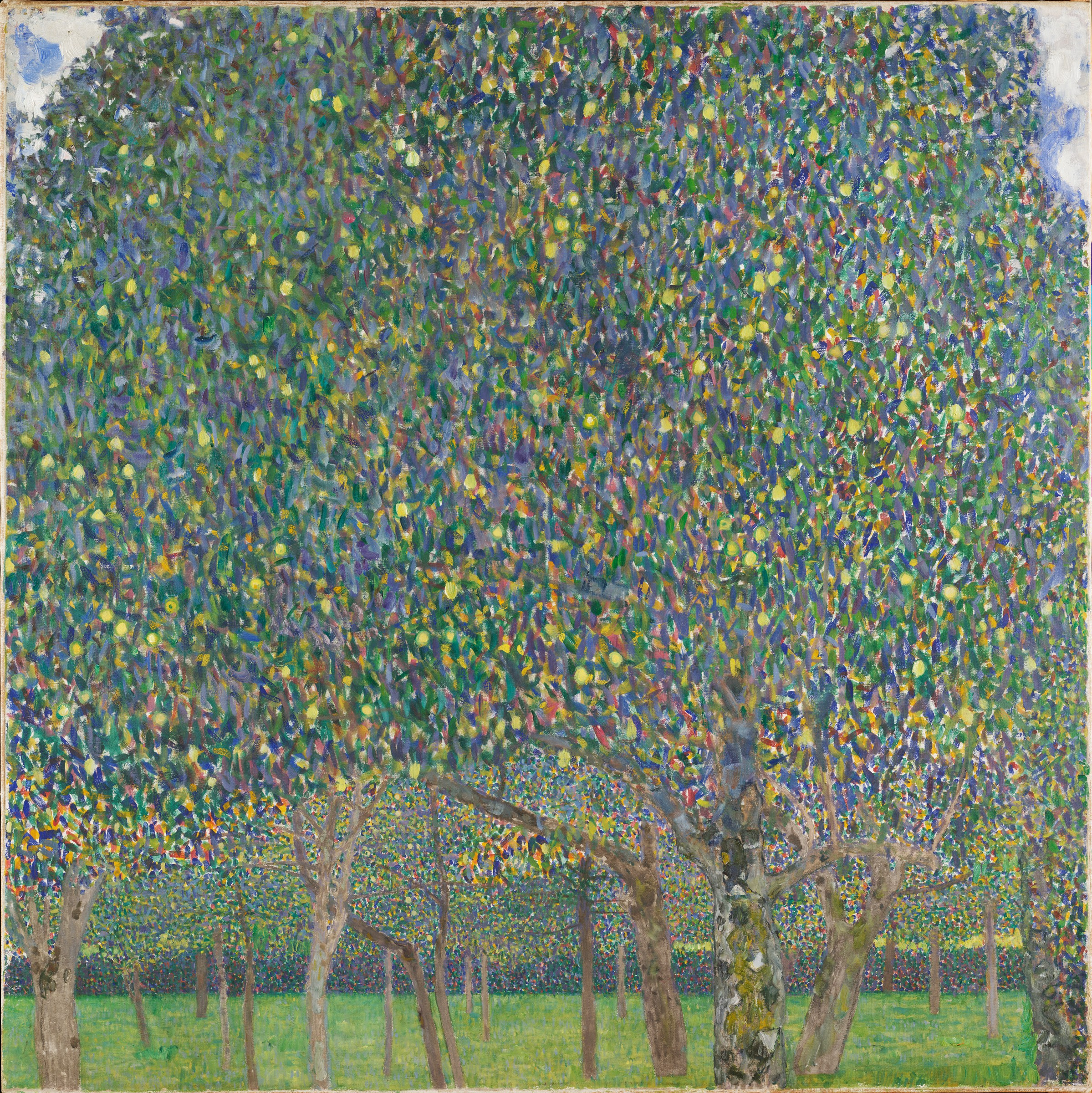
Gustav Klimt, Poirier, 1903.
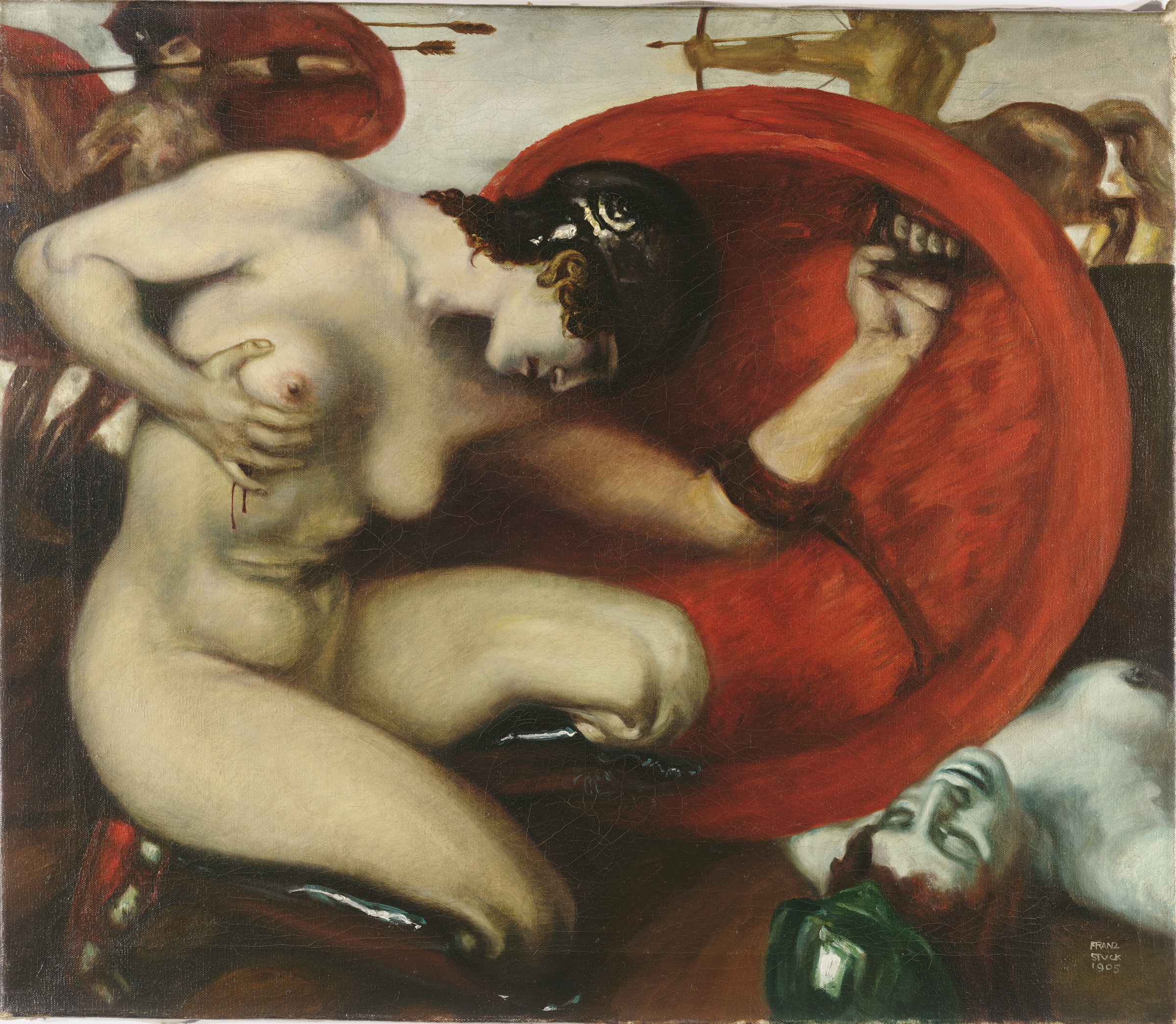
Franz von Stuck, Amazone blessée, 1905.